# Südseite
Koordinaten: 48° 5′ 32,3″ N, 11° 32′ 2,8″ O

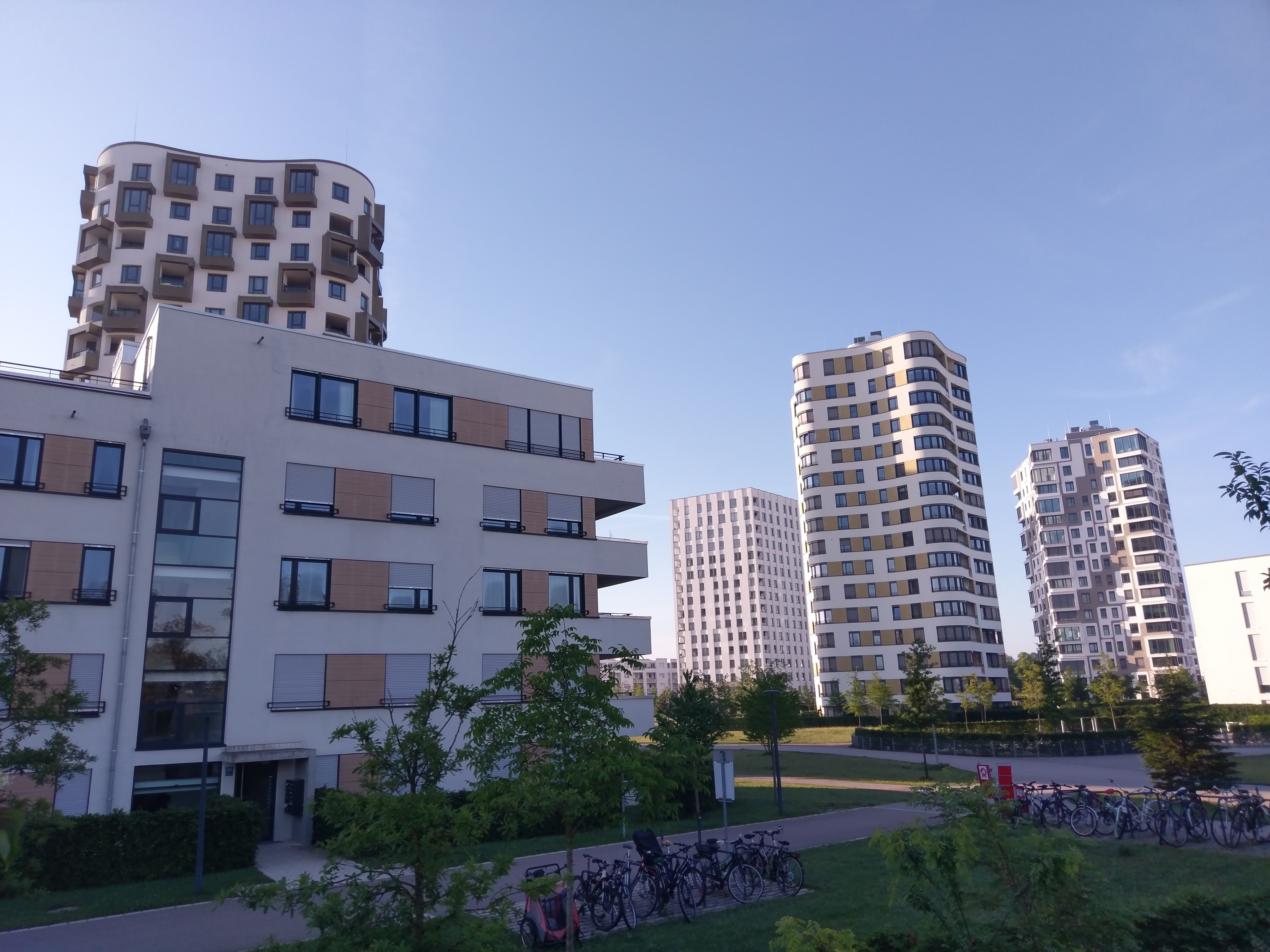
Südseite vom S-Bahnhof Siemenswerke aus

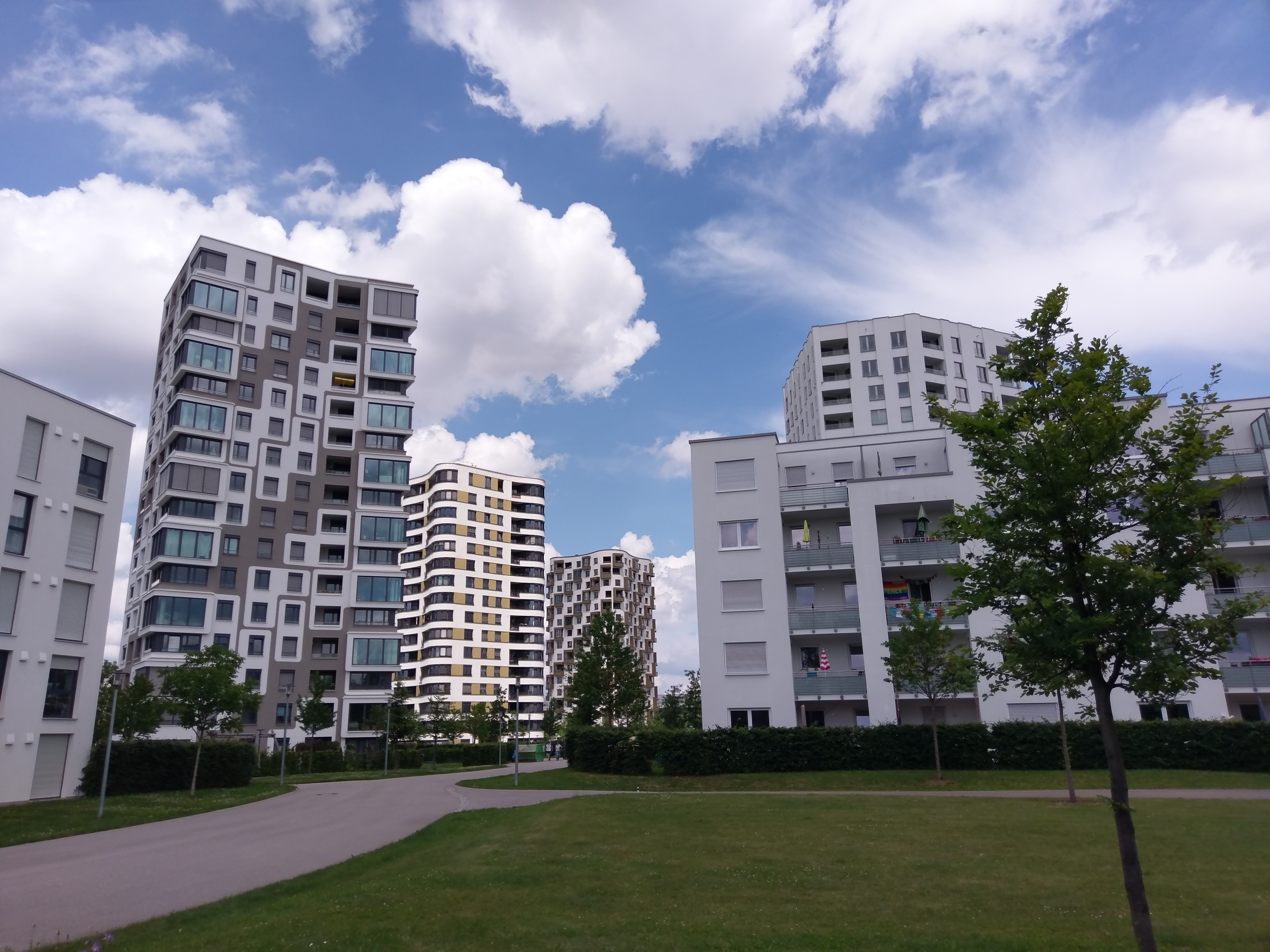
Südseite von der Koppstraße aus

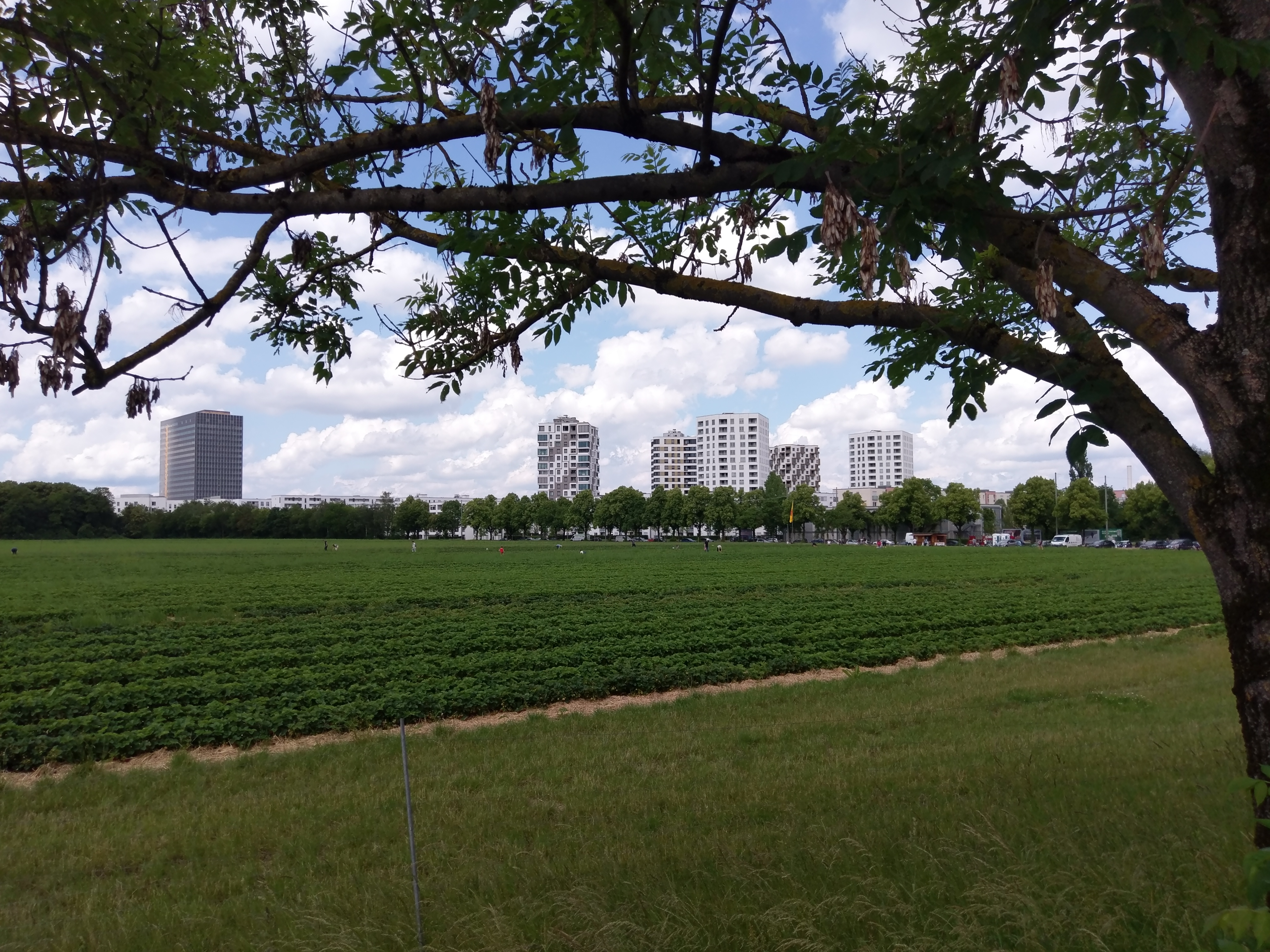
Südseite von der Wolfratshauser Straße aus

Die Südseite ist ein Stadtquartier im Münchner Stadtbezirk Thalkirchen-Obersendling-Forstenried-Fürstenried-Solln. Die Siedlung umfasst rund tausend Wohnungen in fünf Punkthochhäusern und einer niedrigeren Blockrandbebauung.

## Lage und Gebäude
Das Gebiet Südseite mit rund 1000 Wohnungen, maximal 2300 Einwohnern und im Endausbau rund 1000 Arbeitsplätzen hat eine Fläche von knapp 20 Hektar und erstreckt sich im Osten bis zur Sankt-Wendel-Straße und Colmarer Straße, im Süden bis zur Siemensallee und im Westen bis zur Baierbrunner Straße.
Die Nordgrenze verläuft westlich der Bahnstrecke nördlich der städtischen Grundschule, östlich der Bahnstrecke an der Rupert-Mayer-Straße. Die Altgebäude an der Koppstraße (Firmen Widmaier und Linhof) gehören nicht dazu.
Es wird in Nord-Süd-Richtung von der Bahnstrecke München–Lenggries durchquert, auf der u. a. die Bayerische Oberlandbahn, die Bayerische Regiobahn und die S7 verkehren. Am Nordende des Quartiers befindet sich der Haltepunkt „Siemenswerke“. In der Mitte zwischen beiden Gleisen verläuft die Grenze zwischen den Stadtteilen Thalkirchen und Obersendling, zu denen beiden die Südseite gehört. Als einzige Verbindung beider Seiten der Bahnstrecke dient eine Fußgängerunterführung.
Östlich der Bahnstrecke wurden in einer parkartigen Anlage fünf unterschiedlich gestaltete Hochhäuser mit jeweils 16 Stockwerken gruppiert; sie sind einzeln benannt: Sternenhimmel, Alpenglühen, Isar Tower Süd, Isar Tower Nord und Pandion IsarBelle. Nördlich davon zwischen Koppstraße und Colmarer Straße entsteht (Stand 2018) ein kleines Gewerbegebiet.
Westlich der Bahnstrecke befinden sich neben einem Park mit großem Spielplatz die Infrastruktureinrichtungen, das Einkaufszentrum VIVA Südseite, eine städtische Kindertageseinrichtung, eine städtische Grundschule und ein Ärztehaus mit mehreren Arztpraxen. Des Weiteren gibt es dort einen Wohnblock sowie ein Pflegezentrum und eine Pflegeakademie der Inneren Mission.
Die beiden Grünanlagen der Südseite an der Baierbrunner Straße und im Bereich der Hochhäuser unterliegen der Münchner Grünanlagensatzung und sind somit autofrei. Tiefgaragen sind vorhanden.

## Umfeld
Westlich der Baierbrunner Straße liegt gegenüber der Südseite im Norden ein Gewerbegebiet mit einem Siemens-Rechenzentrum, dem neuen chinesischen Generalkonsulat und mehreren privaten Bildungseinrichtungen. Im Süden gegenüber steht das 75 m hohe Siemens-Hochhaus mit 23 Stockwerken leer, umgeben von ebenfalls leer stehenden Bürogebäuden aus der Siemenszeit. Das einzige genutzte Gebäude im Süden ist ein privates Studentenwohnheim mit gehobenem Standard.

## Geschichte
Das Stadtquartier Südseite liegt zu einem großen Teil auf dem Gelände der ehemaligen Mitarbeiterparkplätze des Standorts Hofmannstraße der Siemens AG.
Bereits 2000 bis 2008 wurde von Siemens Real Estate ein ähnliches Konzept unter dem Namen Projekt Isar Süd entwickelt, das aber nicht verwirklicht wurde.
Den städtebaulichen Wettbewerb gewann Diener & Diener Architekten, den landschaftsplanerischen Wettbewerb gewann Günther Vogt.
Bauträger war für die Wohnbauten und das Quartierzentrum das Unternehmen Hubert Haupt Immobilien Holding aus Starnberg. Der Baubeginn erfolgte im Frühjahr 2011, 2012 sind die ersten Bewohner eingezogen, 2014 wurde das neue Quartier fertiggestellt.

## Verkehrsanbindung
An der Bahnlinie mitten im Gebiet liegt der S-Bahn-Haltepunkt Siemenswerke. 
Das Wohngebiet östlich der Bahn ist an der Oberfläche autofrei angelegt. Eine gemeinsame Tiefgarage darunter hat Einfahrten von drei Seiten. Ungewöhnlich für Wohnbauten ist, dass auch die Müllentsorgung der Punkthochhäuser über die Tiefgarage erfolgt.
Das Gewerbegebiet an der Koppstraße ist von Norden her für den motorisierten Personen- und Güterverkehr erschlossen.